# مكي الحسني الجزائري

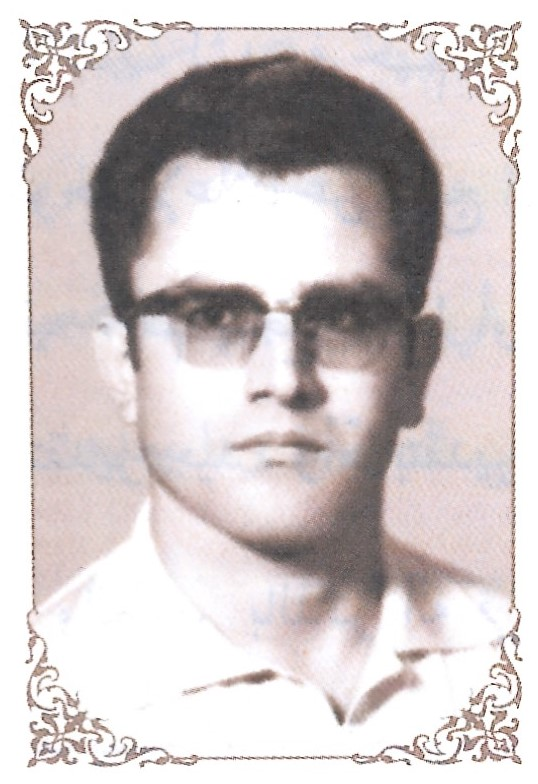
محمد مكي الحسني في شبابه

محمد مكي الحسني الجزائري (ولد 1351 هـ / 1932 م) عالم فيزيائي نووي ولغوي سوري، من أوائل الحاصلين على الدكتوراه في الفيزياء النووية في سورية والعالم العربي عام 1965، والأمين العام لمجمع اللغة العربية بدمشق منذ عام 2008، ورئيس لجنة مصطلحات العلوم الفيزيائية في المجمع، وهو بحَّاثة وأستاذ جامعي، مؤلف ومترجم. شغلَ وظائفَ علمية مهمَّة في كلٍّ من: هيئة الطاقة الذرِّية، والمجلس الأعلى للعلوم، ومركز الدراسات والبحوث العلمية. وممثِّل أسرة الأمير عبد القادر الجزائري بدمشق. يتقن ثلاث لغات إضافة إلى العربية، وهي الإنكليزية والفرنسية والروسية.

## اسمه ونسبه
هو أبو خَلدون، الأمير محمد مكي بن عبد المجيد، بن عبد الباقي، بن محمد السعيد (الأخ الأكبر للأمير عبد القادر الحسني الجزائري)، بن محيي الدين الحَسَني الجَزائري. ينتهي نسبُه إلى المولى إدريس الثاني الأصغر (الأنور أو الأزهر)، ابن المولى إدريس الأول الأكبر، بن عبد الله المَحْض (الكامل)، بن الحسن المثنَّى، ابن الإمام الحسن السِّبْط، ابن أمير المؤمنين علي بن أبي طالب.
وهو في نسبه عَلَويٌّ مَحْض (كامل)، اجتمع له النسبُ الحسَني الحُسَيني، فهو فرع الشجرتين؛ الإدريسيَّة الحَسَنية، والحَمْزاوية الحُسَينية. فأمُّه هي فهميَّة بنت الشيخ أحمد، بن محمد، بن سليم الحَمزاوي. ينتهي نسبُها إلى جعفر الصادق، بن محمد الباقر، بن علي زين العابدين، بن الحسين السِّبْط، بن علي بن أبي طالب. وأسرة أمِّه آل الحَمزاوي من أقدم الأسر الدمشقية التي لا تزال يتعاقب نسلها في دمشق، وخرج منها عددٌ من نقباء الأشراف، وكبار العلماء.
وكان قدِمَ الأمير محمد السعيد بن محيي الدين الحَسَني (ت 1861م) من الجزائر إلى دمشق عام 1273هـ/ 1856م، بعد قدوم أخيه الأمير عبد القادر الجزائري بسنة، واستقرَّا فيها إلى أن توفِّيا، وانتشر نسلهما فيها. وجدُّ الدكتور مكي الشيخ الأمير عبد الباقي الحسَني (ت 1916م) مفتي المالكية بدمشق، تزوَّج ابنة عمِّه كُلثوم خانم بنت الأمير عبد القادر الجزائري.
وجدُّه لأمِّه الشيخ أحمد بن محمد الحَمزاوي متزوِّج زينب الشطِّي، وخاله السيِّد محمد نوري الحَمزاوي متزوِج إكرام بنت الشيخ محمد جميل الشطِّي مفتي الحنابلة بدمشق، صاحب كتاب "أعيان دمشق" وغيره.

## ولادته وتحصيله
وُلد الأمير محمد مكي الحسني الجزائري في دمشق، عصر يوم الخميس 5 رجب 1351هـ الموافق 13 نوفمبر (تشرين الثاني) 1932م، لأسرة علم وفضل، جدُّها الأمير المجاهد عبد القادر الحسني الجزائري، نزيل دمشق، على ما تقدَّم في نسبه.
نشأ مكي في دار أبيه الأديب الفاضل الأمير عبد المجيد الحسني (ت 1962م) مدير دار الكتب الظاهرية بدمشق، في حيِّ العَمارة قزَّازين، في قلب دمشق القديمة. ودرس المرحلة الابتدائية في مدرسة الغسَّانية بحيِّ القصَّاع، وأكملها في مدرسة عبد الرحمن الغافقي بحيِّ الباب الشرقي. ثم حصل على شهادة الدراسة الثانوية من مدرسة التجهيز الأولى (مدرسة جودة الهاشمي) سنة 1949، وتلقَّى فيها اللغة العربية عن أساتذة كبار؛ كالأستاذ سعيد الأفغاني، وإحسان النص (نائب رئيس مجمع اللغة العربية بدمشق سابقًا)، وياسين طربوش، وعبد الوهَّاب أدهم. ومن زملائه فيها محمد العمادي الذي صار وزيرًا للاقتصاد في سورية. وانتفع مكي كثيرًا بتردُّده إلى المكتبة الظاهرية حيث يعمل أبوه، وإقباله على كنوزها من الكتب وأسفار العلم والمعرفة.
وتلقَّى مبادئ علوم الشريعة الإسلامية في فتوَّته وشبابه في جامع القزَّازِين الذي صار اسمه جامع الفاروق في شارع بغداد بدمشق، على شيخه إمام المسجد وخطيبه الشيخ محمد علي الحَمدان الشِّهابي (ت 1965)، شقيق الأستاذة الباحثة المحققة سَكينة الشهابي. وكان للشيخ محبة كبيرة ومنزلة رفيعة في نفس الشاب مكي، وممَّا تلقاه عنه شرح منظومة "نهاية التدريب في نَظْم غاية التقريب" في الفقه الشافعي للشيخ شرف الدين العِمْريطي.
ثم انتسب إلى كلية العلوم بالجامعة السورية (جامعة دمشق الآن)، وحصل منها على إجازة (بكالوريوس) في العلوم الفيزيائية الرياضية (ر. ف) سنة 1954، وكان نجاحه في شهادة الفيزياء العامَّة بدرجة امتياز. وعُيِّن معيدًا في قسم الفيزياء بكلية العلوم سنة 1955، بعد نجاحه في مسابقة اختيار المُعِيدين. ثم بعد أدائه الخدمة العسكرية الإلزامية (خدمة العَلَم) في حلب، أُوفدَ إلى جامعة موسكو الحكومية، في الأيام الأخيرة من عام 1958، وكان أوَّلَ سوري يوفَد إلى الاتحاد السوفيتي لإكمال دراسته العالية في الفيزياء النووية والرياضيات، وحصل على شهادة (دكتوراه) سنة 1965 بتخصُّص: (التفاعلات النووية عند الطاقات المُنخَفِضة). وكان يُمضي ليله كلَّه على مدار شهور طويلة في مراقبة جهاز المحلِّل المغناطيسي لدراسة استقطاب البروتونات والديترونات (الدوتيرونات) المنخفضة الطاقة التي يُصدرها المسرِّع الكبير لدى تبعثُرها تبعثرًا مضاعفًا على النَّوى الخفيفة.
أتقن اللغات الإنكليزية والفرنسية والروسية.

## أساتذته وشيوخه

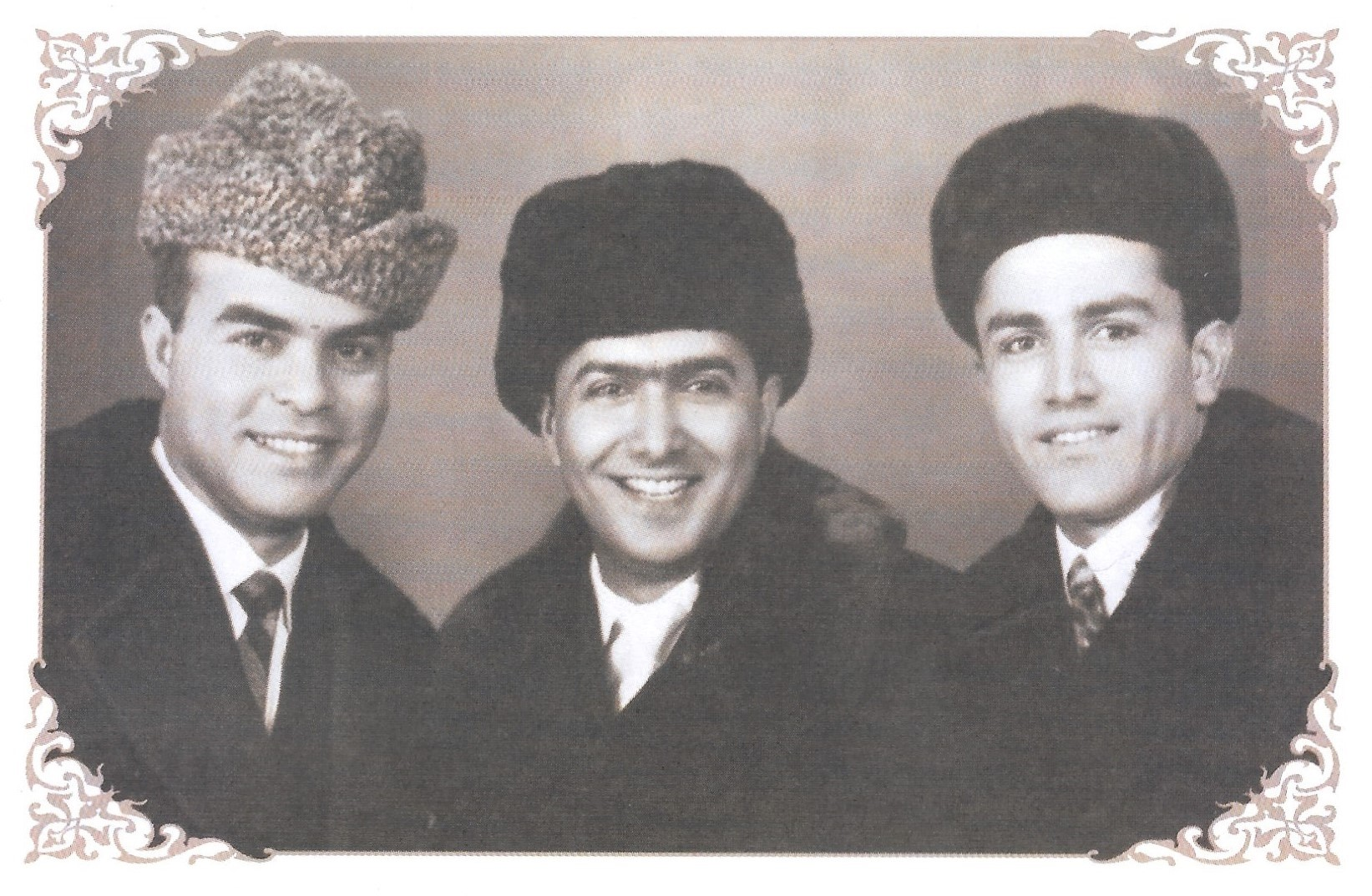
من أعلام الفيزياء والرياضيات في سورية الدكتور مكي الحسني، والدكتور مصطفى حمو ليلا، والدكتور خضر الأحمد، في موسكو 1964م

- الأمير عبد المجيد الحسني (والده).
- محمد علي الحَمدان الشِّهابي.
- سعيد الأفغاني.
- إحسان النص.
- ياسين طربوش.
- عبد الوهَّاب أدهم.

### في كلية العلوم
- مأمون الكِناني.
- توفيق المنجِّد.
- نادر النابُلُسي.
- وجيه السمَّان.
- مجدي الشوَّا.
- إسحاق الحسيني.[12]
- وجيه القدسي.

## عمله ووظائفه
بدأ حياته العملية في وقت مبكِّر وهو طالبٌ في كلية العلوم، فمارس التدريس في المدارس الثانوية بدمشق، منها ثانوية أمية، وثانوية جول جمَّال، وثانوية التجهيز للبنات. ثم بعد حصوله على الدكتوراه من موسكو وعودته إلى دمشق سنة 1965 عُيِّن مدرِّسًا في قسم الفيزياء في كلية العلوم بجامعة دمشق، وترقَّى في سلَّم الهيئة التدريسية، فأصبح أستاذًا مساعدًا سنة 1970، ثم أستاذًا (بروفسور) سنة 1975. وأُعير إلى دار المعلِّمين العليا بمكة المكرمة عامًا دراسيًّا واحدًا 1969- 1970، تبعتها إعارة ثانية إلى الجزائر سنة 1975، للعمل أستاذًا في الشعبة المعرَّبة من قسم الفيزياء في جامعة باب الزوَّار (جامعة هواري بومدين للعلوم والتكنولوجيا حاليًّا) مدَّة ثلاث سنوات دراسية إلى 1978. وظلَّ يدرِّس جميع الموادِّ العلمية التي أُسندت إليه بكفاية واقتدار، وتولى رئاسة قسم الفيزياء في الكلية، إلى أن أُحيل على التقاعد سنة 1998.
من الموادِّ التي درَّسها في قسم الفيزياء: ميكانيك، ضوء، حرارة، كهرباء، فيزياء إحصائية، فيزياء ذرِّية وأطياف، فيزياء نووية، القياسات الفيزيائية وتحليل نتائجها. والمادَّة الأخيرة هو الذي اقترحها ووضع مقرَّرها. وفي أثناء تدريسه بجامعة دمشق شغلَ وظائفَ علمية مهمَّة في كلٍّ من: هيئة الطاقة الذرِّية، والمجلس الأعلى للعلوم، ومركز الدراسات والبحوث العلمية.
تعاقدت معه هيئة الطاقة الذرِّية عام 1979 للعمل ضمن إطار قانون التفرُّغ الجامعي، وتولى فيها رئاسةَ دائرة الترجمة والإعلام والنشر، وأسس فيها دائرة التدريب والتأهيل والإيفاد ورأَسَها. واعتنى عناية خاصَّة بتأهيل الأطُر العلمية في بلده، وعمل على إيفاد مئة طالب سوري في خمس سنوات، إلى فرنسا وأمريكا وألمانيا والاتحاد السوفيتي؛ لإكمال دراساتهم العليا، واختار لهم أفضل الجامعات، وهيَّأ لهم أسبابَ التسجيل والتحصيل، وتابع نتائجهم وإنجازاتهم، وسعى في حلِّ مشكلاتهم، حتى أتمُّوا دراساتهم وحصلوا على أعلى الشهادات، وعادوا إلى بلدهم ليُسهموا في نهضته العلمية والعملية.
وهيَّأ لإصدار نشرة يومية ومجلة شهرية بإشرافه، تعرِضُ النشرة أخبار الطاقة النووية في العالم، وتترجم بعضَ التقارير المهمَّة الصادرة عن الوكالة الدَّولية للطاقة الذرية. وتعرِضُ المجلة واسمها (عالم الذرَّة) البحوثَ التي أجراها باحثو الهيئة، وغيرها من البحوث والمقالات في اختصاصها، وكان هو مؤسس المجلة ورئيس تحريرها. واستمرَّ في عمله بالهيئة إلى عام 1986.

## نشاطاته ومشاركاته
شارك مكي في كثير من المؤتمرات والندَوات العلمية، من ذلك مؤتمر الدول غير الرأسمالية حول الفيزياء النووية، في بكين بالصين عام 1966، وندَوات المركز الإقليمي للنظائر المشعَّة في القاهرة عام 1967، وبقي يتردَّد إلى المركز الأخير فيما بعد. وكان يحضُر المؤتمر السنوي للوكالة الدَّولية للطاقة الذرِّية، في فينا عاصمة النمسا، ممثلًا للجمهورية العربية السورية لدى الوكالة. وحضر ندوة في المركز الدَّولي للفيزياء النظرية في تريستا شماليَّ إيطاليا.
اختير بتاريخ 19 أبريل (نَيْسان) 2009 ممثلًا للجمهورية العربية السورية في مؤسسة الذخيرة العربية، بجامعة الدول العربية. ثم عُيِّن الدكتور عبد الرحمن الحاج صالح من الجزائر مديرًا عامًّا للمؤسسة، والدكتور مكي الحسني رئيسًا لمجلس إدارة المؤسسة. وشارك مع الأستاذ مروان البوَّاب ومجموعة من الخبراء العرب في اللقاءات الممهِّدة لمشروع (المعجم الحاسوبي التفاعلي للغة العربية) وهو مشروع ضخم، اشترك في العمل فيه عددٌ من الجهات العلمية، منها: مجمع اللغة العربية بدمشق، والمعهد العالي للعلوم التطبيقية والتكنولوجيا بدمشق، ومدينة الملك عبد العزيز للعلوم والتقنية بالرياض، والمنظمة العربية للتربية والثقافة والعلوم في تونس.
ألقى عددًا من المحاضرات العامَّة في مناسبات علمية وثقافية، من ذلك: استضافته الجمعية الخيرية الإسلامية وثانوية الشيخ عبد القادر القصَّاب الشرعية في دير عطية، التي يرأس مجلس إدارتها الشيخ الدكتور وهبة الزحيلي، في موسمها الثقافي لإلقاء محاضرة صيف 1429هـ/ 2008م، بعنوان: "الثقافة العربية في عصر الحروب اللغوية". ثم استضافته في الموسم التالي عام 1430هـ/ 2009م، لإلقاء محاضرة بعنوان: "جهود الأمير عبد القادر الجزائري في نشر علوم الحديث وبعثها مجدَّدًا".
ومن محاضراته:
- التعليم العالي العلمي بالعربية الواقع والمأمول، دراسة أعدَّها وألقاها في الندوة السنوية لتعريب التعليم في الجامعات العربية بدمشق، عام 1995.
- الترجمة العلمية والتقنية، ألقاها في مؤتمر اللغة العربية أمام تحدِّيات العولمة، في معهد الدعوة الجامعي للدراسات الإسلامية ببيروت.

## في مجمع الخالدين

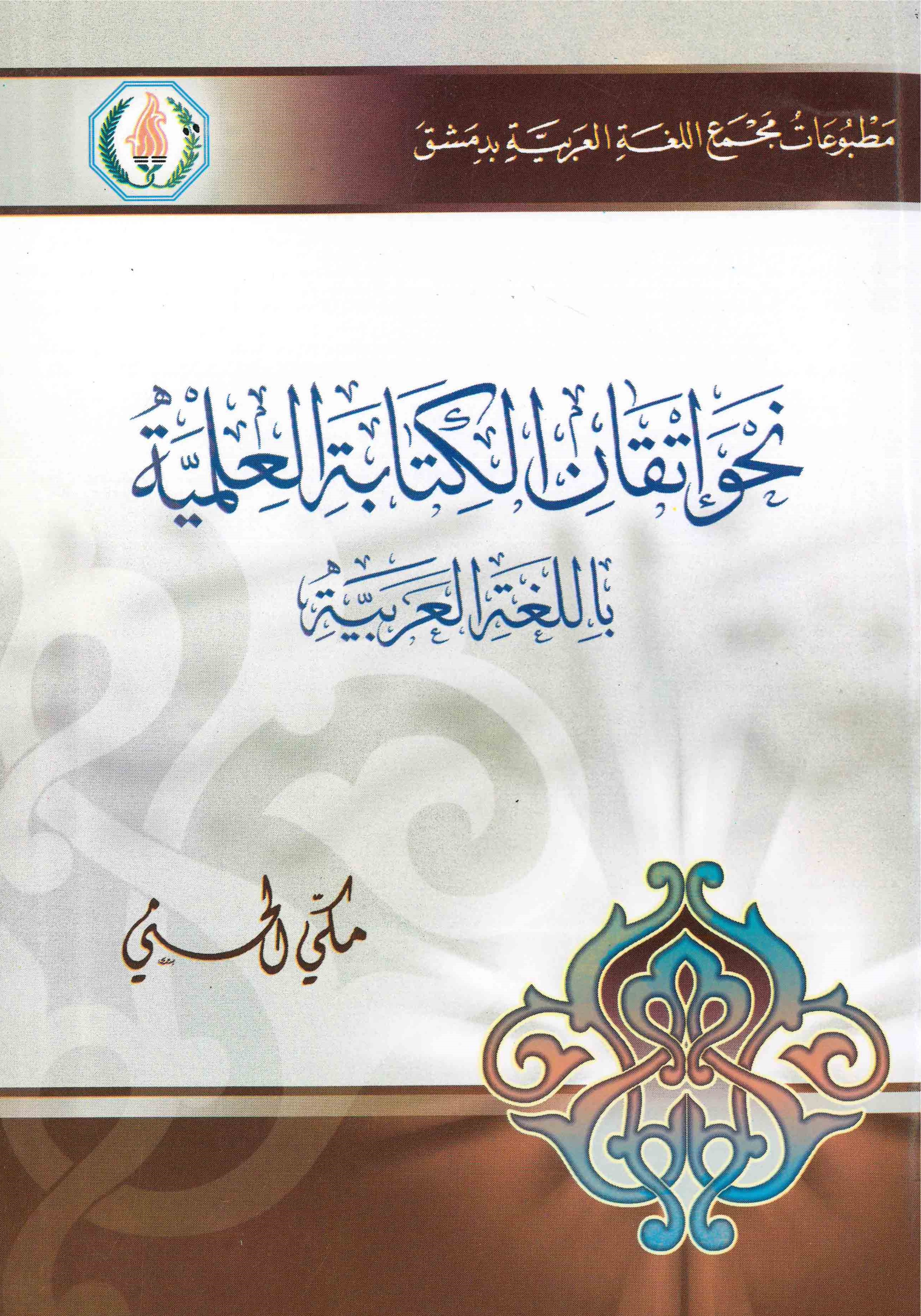

انتُخب محمد مكي الحسني عضوًا عاملًا في مجمع اللغة العربية بدمشق في 11 أبريل (نَيْسان) 2001 خلفًا لمحمد عدنان الخطيب، وصدر مرسوم تعيينه في 14 مايو (أيَّار) 2001، وأقيمت حفلة استقباله في 26 يونيو (حَزِيران) 2002، في قاعة المحاضرات بالمجمع. وألقى فيها الدكتور شاكر الفحَّام رئيس المجمع حينئذ كلمةَ ترحيب وتهنئة، والدكتور عبد الله واثق شهيد الأمين العام للمجمع حينئذ كلمةً عن العضو الجديد الدكتور مكي وعن سيرته وجهوده، ثم ألقى المُحتفَى به كلمةً عن سلفه الراحل الدكتور عدنان الخطيب.
ثم انتُخب أمينًا عامًّا للمجمع في 17 ديسمبر (كانون الأول) 2008، وجُدِّد انتخابه مرَّات، وما يزال في مَنصِبه هذا حتى الآن.
للدكتور مكي مشاركاتٌ في أعمال عدَّة لجان في المجمع؛ منها: (لجنة مكتب المجمع)، و(لجنة مجلَّة المجمع)، و(لجنة مصطلحات العلوم الفيزيائية وهو رئيسها)، و(لجنة المعجمات اللغوية)، و(لجنة مصطلحات العلوم الكيميائية)، و(لجنة الهندسة الكهربائية والإلكترونية)، و(لجنة التدقيق اللغوي)، و(لجنة المكتبة)، و(لجنة الذخيرة اللغوية)، و(لجنة مصطلحات الاستشعار عن بعد)، و(لجنة مطبوعات المجمع).

### نشاطاته المجمعية
شارك الدكتور مكي الحسني في أعمال المؤتمرات السنوية للمجمع، من ذلك:
- المؤتمر السنوي السابع للمجمع (التجديد اللغوي) سنة 2008، وألقى فيه كلمةَ أمين مجمع اللغة العربية في جَلسة الافتتاح، ومحاضرةً بعنوان (يوسف الصيداوي المجدِّد اللغوي).
- المؤتمر السنوي الثامن للمجمع (نحو رؤية معاصرة للتراث) سنة 2009، وألقى فيه كلمةَ أمين مجمع اللغة العربية في جَلسة الافتتاح.
- المؤتمر السنوي التاسع للمجمع (الكتابة العلمية باللغة العربية) سنة 2010، وألقى فيه كلمةَ أمين مجمع اللغة العربية في جَلسة الافتتاح، ومحاضرةً بعنوان (الكتابة العلمية والتعريب والتقدم العلمي).
- المؤتمر السنوي العاشر للمجمع (واقع اللغة العربية في عصرنا الحاضر) أول سنة 2019، وألقى فيه كلمةَ أمين مجمع اللغة العربية في جَلسة الافتتاح.
- المؤتمر السنوي الحادي عشر للمجمع (اللغة العربية في التعليم العام والجامعي) آخر سنة 2019، وألقى فيه كلمةَ أمين مجمع اللغة العربية في جَلسة الافتتاح.

أعدَّ 16 تقريرًا سنويًّا عن أعمال المجمع (من سنة 2007 حتى 2022).

## كتبه وآثاره

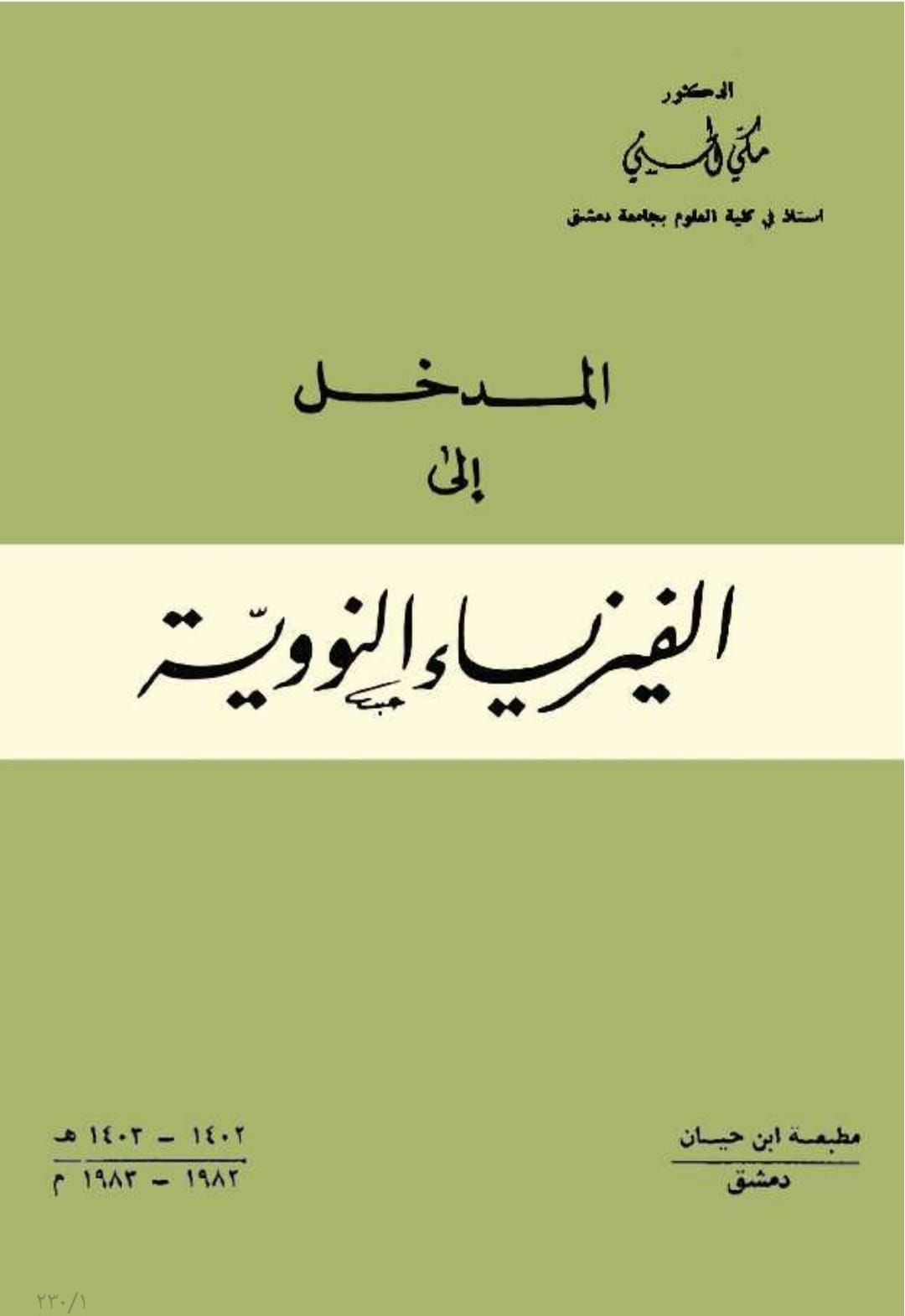

### في التأليف
1. القياسات الفيزيائية وتحليل نتائجها، منشورات جامعة دمشق، 1974.
2. الكهرباء والمغنطيسية، منشورات جامعة دمشق، 1981، 1987، 1990.[21] ونشرته أيضًا الجامعة الجزائرية.[22]
3. المدخل إلى الفيزياء النووية، منشورات جامعة دمشق، 1983،[23] 1986.
4. اللغة العربية لغير المختصِّين (بالاشتراك)، منشورات جامعة حلب، 1985- 1986.
5. نحو إتقان الكتابة العلمية باللغة العربية، منشورات مجمع اللغة العربية بدمشق، (ط1) 2009، (ط2) 2011، (ط3) 2015، (ط4) 2018.[24]
6. صفحات لغوية (الجزء 1)، منشورات مجمع اللغة العربية بدمشق، (ط1) 2011، (ط2) 2014.
7. الأمير جعفر عبد القادر الحسني، منشورات مجمع اللغة العربية بدمشق، 2012.[25]
8. معجم مصطلحات الكيمياء (بالاشتراك)، منشورات مجمع اللغة العربية بدمشق، 2014.[26]
9. معجم مصطلحات الفيزياء (بالاشتراك)، منشورات مجمع اللغة العربية بدمشق، 2015.[27]
10. صفحات لغوية (الجزء 2)، منشورات مجمع اللغة العربية بدمشق، 2016.[28]
11. صفحات لغوية (الجزء 3)، منشورات مجمع اللغة العربية بدمشق، 2021.

### في الترجمة

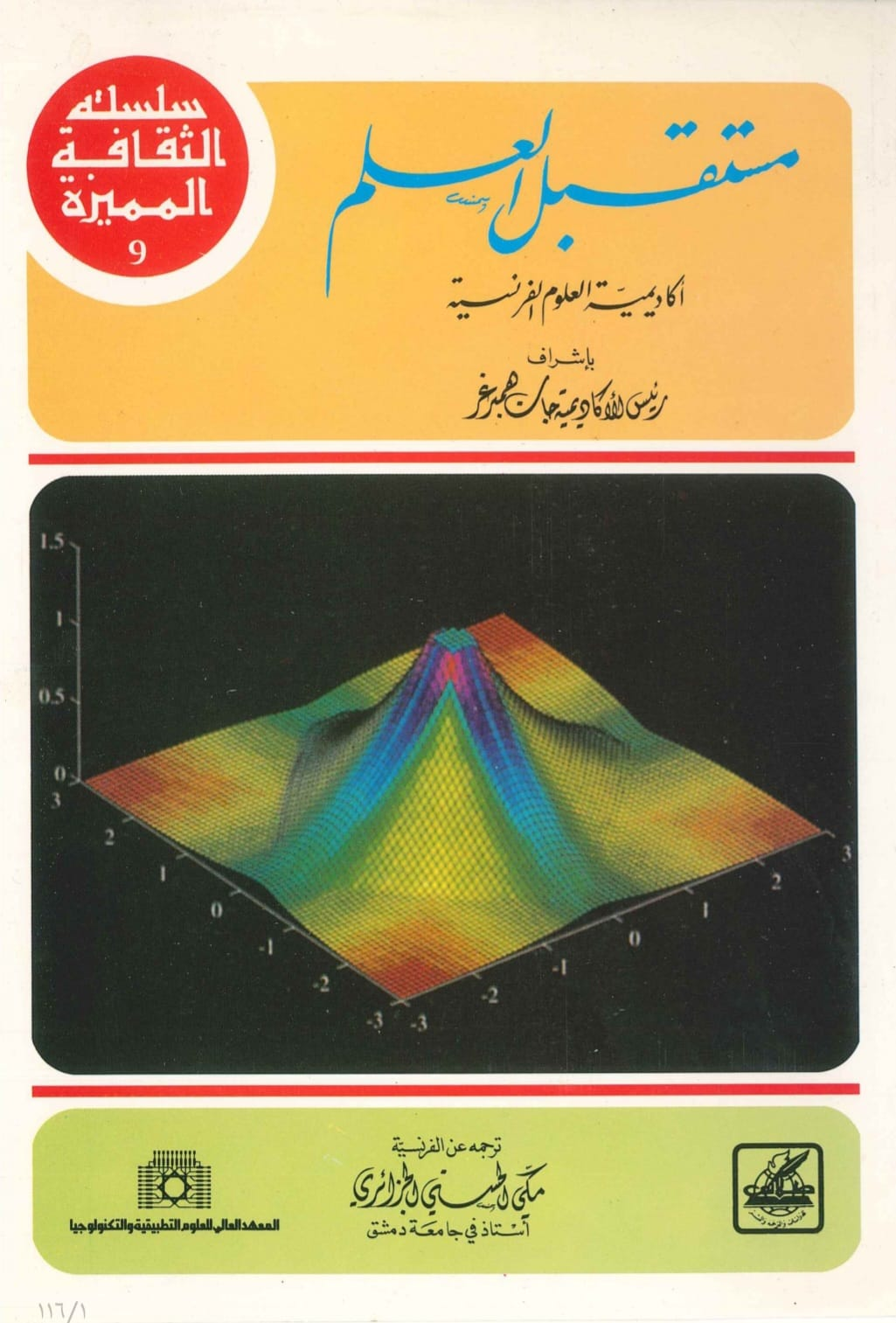

1. الميكانيك، تأليف فاينمان، (بالاشتراك)، منشورات وِزارة التعليم العالي بدمشق، 1974.
2. الضوء والإشعاع، تأليف فاينمان، (بالاشتراك)، منشورات وِزارة التعليم العالي بدمشق، 1974.
3. الاهتزازات والترموديناميك، تأليف فاينمان، (بالاشتراك)، منشورات وِزارة التعليم العالي بدمشق، 1974.
4. النظائر المشعة في الحياة اليومية، إعداد الوكالة الدَّولية للطاقة الذرية، منشورات هيئة الطاقة الذرية بدمشق، 1985.
5. معجم المصطلحات العلمية والتقنية في الطاقة الذرية (باللغات: العربية، الإنكليزية، الإفرنسية، الإسبانية، الروسية)، (بالاشتراك)، مطبوعات الأمم المتحدة، تعريب هيئة الطاقة الذرية بدمشق، 1986.[29]
6. نشوء العصر الذرِّي، تأليف الوِين ماكاي (أكسفورد 1984)، منشورات دار طلاس للدراسات والترجمة والنشر بدمشق، 1993.[30]
7. المُرشد إلى وحَدات القياس، تأليف جاك ليبوا (بروكسل 1993)، منشورات دار طلاس للدراسات والترجمة والنشر بدمشق، 1995.
8. مستقبل العلم، إعداد أكاديمية العلوم الفرنسية (باريس 1991)، إشراف رئيس الأكاديمية جان همبرغر، منشورات دار طلاس للدراسات والترجمة والنشر بدمشق، 1995.[31]
9. البحث عن اللانهاية: حلُّ أسرار الكون، تأليف غوردون فريزر، وإيغيل ليلستول، وإنجة سيليفاك (كامبردج 1994)، تقديم ستيفن هوكنغ، (بالاشتراك مع د. أحمد الحصري) مراجعة أدهم السمَّان، منشورات دار طلاس للدراسات والترجمة والنشر بدمشق، 1997.[28]
10. ترجم لمجلة العلوم الصادرة عن مؤسسة الكويت للتقدُّم العلمي بالكويت، عشرات المقالات، وراجع ترجمة عشرات أُخرى.[32]
11. ترجم كثيرًا من المقالات نُشرت في "مجلة عالم الذرَّة" الصادرة عن هيئة الطاقة الذرِّية السورية.

### في المراجعة العلمية والتدقيق اللغوي

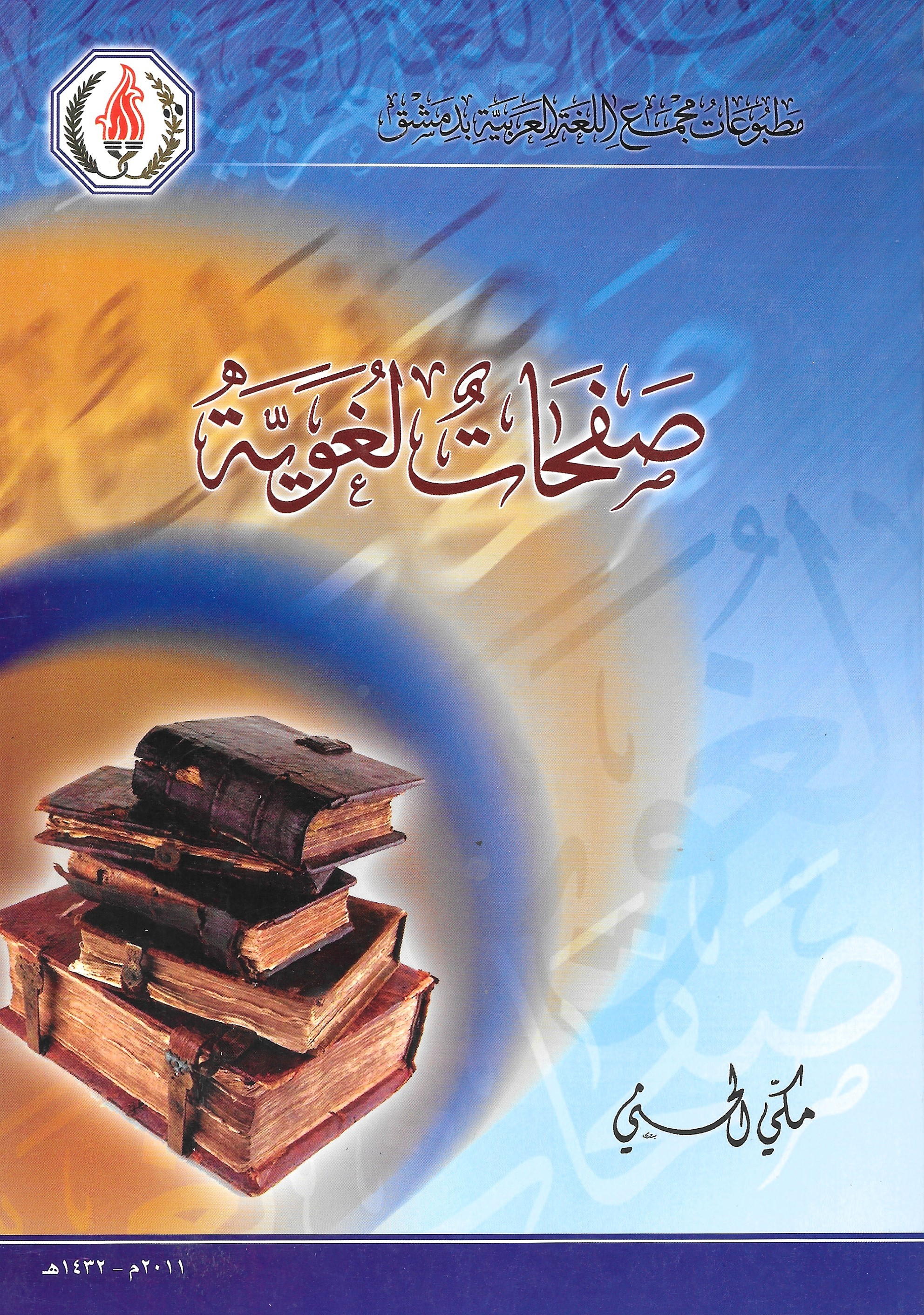

1. فيزياء عالم الصغائر، تأليف ك. ي. شولكين (موسكو 1963)، ترجمة د. بسام معصراني، منشورات وِزارة الثقافة والإرشاد القومي بدمشق، 1968.
2. ثمانية كتب مرجعية في المعلوماتية ترجمتها وأصدرتها الجمعية العلمية السورية للمعلوماتية.
3. زُهاء 30 كتابًا جامعيًّا لكلية المعلوماتية في جامعة دمشق، (تشمل المعلوماتية، والرياضيات، والاتصالات، والفيزياء)، مطبوعات جامعة دمشق.[33]
4. قرابة 60 عددًا من (مجلة الثقافة المعلوماتية)، (تتضمَّن مقالات متخصِّصة في المعلوماتية مترجمة من مجلَّات علمية مرموقة)، تُصدرها الجمعية العلمية السورية للمعلوماتية.
5. قرابة 70 عددًا من (مجلة المعلوماتية)، (تتضمَّن مقالاتٍ وأخبارًا في المعلوماتية موجَّهة إلى عموم القرَّاء)، تُصدرها الجمعية العلمية السورية للمعلوماتية.
6. معجم مصطلحات المعلوماتية، من منشورات الجمعية العلمية السورية للمعلوماتية، 2000.[34]
7. أساسيات ضبط الجودة الإحصائي، تأليف روبرت ج. بوند، ترجمة حسن محمد السيد، ومحمد شفيق ياسين، المركز العربي للتعريب والترجمة والتأليف والنشر بدمشق، 2002.[35]
8. معجم أخطاء الكتَّاب لصلاح الدين الزعبلاوي (بالاشتراك مع الأستاذ مروان البوَّاب)، (ط1) دار الثقافة والتراث بدمشق، 2006، (ط2) دار القلم بدمشق، 2024.
9. المعجم الموحَّد لمصطلحات الحرب الإلكترونية (إنجليزي - فرنسي - عربي)، المنظمة العربية للتربية والثقافة والعلوم، مكتب تنسيق التعريب في الرباط.
10. معجم مصطلحات أدوات المنزل (بالاشتراك مع الدكتور محمد زهير البابا)، مكتب تنسيق التعريب في الرباط.[36]
11. عثرات اللسان في اللغة، تأليف عبد القادر المغربي، دار البينة بدمشق، 2011.
12. أعلام مجمع اللغة العربية بدمشق في مئة عام (1919- 2019)، إعداد الأستاذ مروان البوَّاب، منشورات مجمع اللغة العربية بدمشق، 2019.[37]
13. المعاصرون، تأليف محمد كرد علي، من منشورات كُنَّاشة النوادر.

### بحوثه ومقالاته

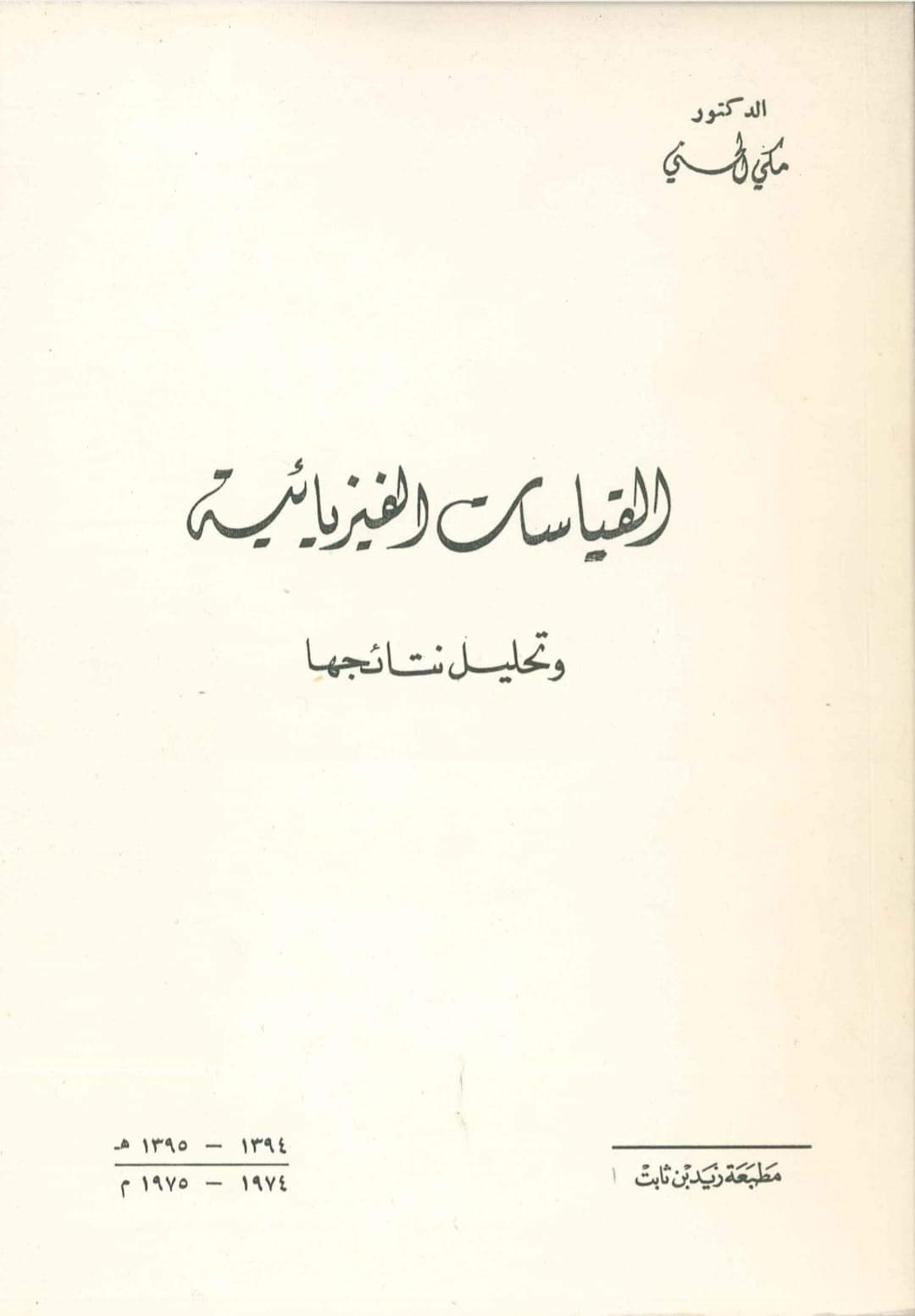

- خُصِّص له ركنٌ لغوي في (مجلة جامعة دمشق) بعنوان (نحو إتقان الكتابة العلمية باللغة العربية)، نشر فيه مقالاته على مدار سنوات.
- نشر في مجلة مجمع اللغة العربية بدمشق 40 مقالًا بدءًا من سنة 1990، معظمها تحت عنوان (صفحة لغوية) ذكَّر فيها بأهمِّ قواعد اللغة العربية التي يحتاج إليها الكتَّاب، ونبَّه فيها على بعض الأخطاء الشائعة الدائرة على الألسنة والأقلام، إضافة إلى كلماته في حفَلات الاستقبال والتأبين، وتعقيباته على بحوث بعض الكتَّاب، وتعريفه بالكتب والمطبوعات.[وب 1]
- من كلماته المنشورة التي ألقاها في حفَلات الاستقبال والتأبين: في استقبال الدكتور أنور الخطيب،[38] في استقبال الأستاذ مروان البوَّاب،[39] في استقبال الأستاذ عاصم بهجة البَيطار،[40] في استقبال الدكتور يوسف أحمد بركات[41]، كلمته عن الدكتور محمد عدنان الخطيب[42] في حفل استقباله هو عضوًا في المجمع، في تأبين الدكتور محمد زهير البابا.[36]
- عن الترجمة وعثَرات المترجمين، مجلة الثقافة المعلوماتية، 2001.
- يوسف الصيداوي: اللغوي المجدِّد، 2008.[43]

### كتب قدَّم لها

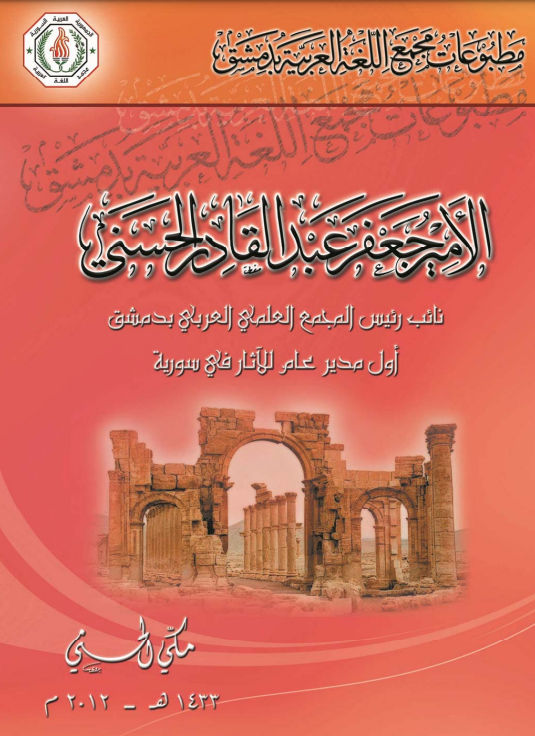

- ذُخر الألمعي من فقه الإمام الشافعي، تأليف فاطمة إسماعيل المجذوب، قدَّم له أيضًا شيخ القرَّاء كريِّم راجح، وإسماعيل المجذوب، دار النوادر بدمشق.

### كتب عنه
(البارق السَّني من حياة مكي الحسَني) تأليف ولده الطبيب الدكتور محمد خلدون الحسني الجزائري، صدر عن دار البيِّنة بدمشق، عام 1430هـ/ 2009م، في 239 صفحة.

## صفاته وشمائله

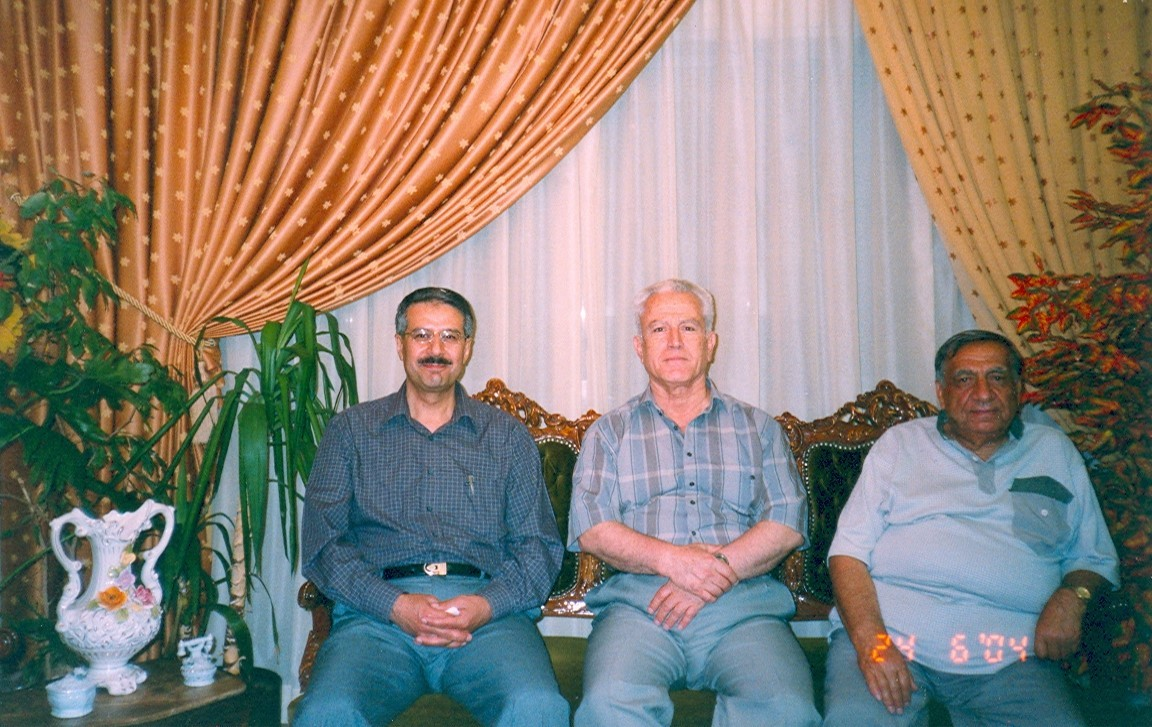
من أعلام الفيزياء والرياضيات في سورية: أحمد ذو الغنى، والدكتور مكي الحسني، والأستاذ مروان البواب، في منزل ذو الغنى بالشام الجديدة في دمشق، بتاريخ 24 يونيو 2004

- وصفه رئيس مجمع اللغة العربية السابق الدكتور شاكر الفحَّام بقوله: «عُرف الدكتور مكي الحسني بالجِدِّ والدَّأب في حياته. قضى سنوات دراسته صديقَ الكتاب وخَدينَه، فكان متفوِّقًا بين أترابه، يتقدَّم صفوفَ الناجحين.. عُنيَ بإعداد الأُمليَّات وتأليف الكتب لطلَّابه وترجمة المراجع، وكان شديدَ الحِرص على الكتابة بلغة سليمة فصيحة.. والتفتَ إلى كتب اللغة والنحو والأدب باحثًا منقِّبًا.. وله فضلٌ كبير في تدقيق جملة من الكتب العلمية تدقيقًا لغويًّا، منها (المدخل إلى المعلوماتية) و(معجم مصطلحات المعلوماتية) وكتب (كلية الهندسة المعلوماتية) وقد زادت على ثلاثين كتابًا».[44]
- ذكره الدكتور عبد الله واثق شهيد قائلًا: «صار مكي الحسني معيدًا في قسم الفيزياء بكلية العلوم، وكان المعيدَ الناجح الوحيد، الحاصل على شهادة الفيزياء العامة بتقدير امتياز، والوحيد من أعضاء الهيئة التعليمية الذي يدخل حرم الجامعة ممتطيًا درَّاجة. تعاونت معه في الإشراف على دروس الفيزياء العملية المخبرية في العام الدراسي 1957- 1958. وبعد حصوله على الدكتوراه عام 1965 عاد إلى دمشق لينضم إلى هيئة التدريس في قسم الفيزياء.. وقد درَّس جميع المواد التي كُلِّفَ تدريسَها بنجاح، وكان موضعَ احترام وتقدير علمًا ومسلكًا».[45]
- بيَّن ولده الطبيب الدكتور خلدون الحسني بعض شمائله قائلًا: «الدكتور مكي شديدُ التواضع، ليس من طبعه الحديث عن نفسه، ولا المباهاة بعلمه، ولا التفاخر بنسبه، ولا تعظيم آثاره.[46] وكان شغوفًا بالعلم حريصًا عليه، جادًّا في طلبه، محبًّا لنشره وتقريبه للناس. ويستملِحُ الطُّرَف ومجالس الخُلَّان، ويحبُّ التنزُّه في أحضان الطبيعة، ومطالعة آثار البلدان.[47] وحبُّه للطبيعة سببه حسُّه المُرهَف، ورقَّة طبعه، وتذوُّقه للجمال. وقد تجلَّت هذه الصفات واضحةً في سلوكه، فهو إذا كتب يكتب بخط رُقَعي جميل، بعيد عن التكلُّف ومنضبط الهوامش. وإذا تكلَّم يختار لعباراته أفصحَ الألفاظ وأسهل الكلمات ثم يصوغها في نثر بديع ليس فيه لفظةٌ وحشية ولا كلمة مؤذية، بعيد عن التقعُّر والتكلُّف».[48]
- شهد بتفوُّقه وتميُّزه زميلُ دراسته في جامعة دمشق ورفيق دراسته العليا في جامعة موسكو الدكتور مصطفى حموليلا قائلًا: «يمتاز أخي مكي بالتعمُّق في دراسة العلوم وفي جميع المواضيع، وسَبْر أعماقها وتقصِّي تفاصيلها من جميع النواحي.. وهو متمكِّن في علومه ويفهم بعُمق كل ما يدرس. وهو أستاذ ناجح، يشرح الأفكار بوضوح وبالتفاصيل الدقيقة.. وهو بحقٍّ أمير في النسب، وأمير في الحديث. يحفظ الكثير من الحِكَم والقصص العربية الأصيلة والأجنبية التي يستشهد بها في السياق المناسب».[49]
- قال عنه صديقه المقرَّب الدكتور خضر الأحمد: «الدكتور مكي عاشقٌ للغة العربية، وغَيور عليها، إذ تثور أعصابه عندما يقرأ نصًّا يعجُّ بالأخطاء اللغوية والنحوية. وهو يقرُّ أن السبب في هذا أننا نعيش في بيئة لغوية فاسدة، لكنه لا يقبل بالسلبية تجاهها، وهذا ما دفعه إلى كتابة السلسلة العتيدة "نحو إتقان الكتابة العلمية باللغة العربية" التي بذل في إعدادها جهودًا أشكُّ أن يقدر غيرُه على إنجازها».[50]
- أشاد بعلمه وفضله الدكتور يحيى مير علم فيما كتب: «لئن فاتني شرفُ الأخذ عن الدكتور مكي الحسني في اختصاصه الأصلي الذي أوفى على الغاية فيه، لقد عوَّضَني الله بأن جعلني قريبًا منه، يُؤثرني في جملة مَن يؤثرهم من الخاصَّة بكل جديد ينشره أو تخطُّه يمينه، طالبًا بتواضُع صادق أن نخبرَه بما نقفُ عليه من ملاحظات، فأكرمني الله بالأخذ عنه، والتعلُّم منه، في أشياءَ كثيرة، وفي اختصاصي الذي وقفتُ عليه حياتي وهو اللغة العربية وعلومها وقضاياها.. وقد انعقدت خناصرُ أهل العلم على كبير فضله، وكريم خصاله، ودماثة أخلاقه، وجمِّ تواضُعه، وحميد جُرأته، وبالغ حِكمته، وتمام استقامته».[وب 5][51]
- أثنى عليه تلميذُه الأستاذ مروان البوَّاب وبيَّن فضائله قائلًا: «الدكتور مكي فيزيائي متمكِّن ولغوي متبحِّر. شرُفت بصُحبته سنين طِوالًا، واشتركت معه في عدد من الأعمال اللغوية والعلمية. وهو عالم جليل ذو نظر دقيق وتأمُّل عظيم قلَّ نظيره. ناصح أمين وصديق صدوق، كريم اليد عفُّ اللسان، فصيح بلا تكلُّف. عالي الهمَّة وكريم الأخلاق، حسن السيرة وجميل العِشرة».[52]
- كتب ابن عمَّته صلاح الدين بن شفيق القدسي، في حفل استقباله بعد حصوله على الدكتوراه:[53]

## أسرته

### إخوته
- الشيخ الأمير عبد الرحمن بن عبد المجيد الحسني (1339- 1424هـ/ 1920- 2003م): فقيه مالكي ومفتي المالكية بدمشق، وحافظ مُقرئ، من العلماء المربين، إمام وخطيب، نشأ في حِجر جدَّته الأميرة أم كُلثوم بنت الأمير عبد القادر الجزائري، وقرأ على كبار علماء الشام من أمثال: شيخ القرَّاء أحمد الحلواني، والمقرئ محمود فائز الديرعطاني، وحسن حَبَنَّكة المَيداني، وبدر الدين عابدين، وعبد الغني الصلاحي، ومحمد الهاشمي. وعمل في التدريس الشرعي في عدد من معاهد الشام، وله رسائلُ في الفقه والتجويد.[54]
- الأمير محمد بشير بن عبد المجيد الحسني (1347- 1434هـ/ 1928- 2013م): حقوقي وأستاذ للرياضيات. حصل على إجازة في الحقوق من الجامعة السورية عام 1962، وبموجب عقدٍ أجراه مع منظمة اليونسكو درَّس الرياضيات باللغة الفرنسية في الكونغو مدَّة خمس سنوات من 1964 إلى 1969. ثم عاد إلى دمشق واستمرَّ في تدريس الرياضيات، إلى أن استقال ليعمل في نقابة المهندسين رئيسًا لدائرة المستأجرين والمستخدَمين عام 1979، ثم انتقل للعمل في الشركة السورية الليبية مديرًا للشؤون القانونية والإدارية حتى عام 1992.
- الأمير محمد نذير بن عبد المجيد الحسني (1348- 1422هـ/ 1930- 2002م): متخصِّص في المحاسبة ومسك الدفاتر من بيروت، عمل في التعليم، ثم رئيسًا لديوان الغرفة الصناعية بدمشق أكثر من ثلاثين عامًا. وهو والد الشيخ الداعية المربي والخطيب المشهور أبي طارق الأمير محمد زياد الحسني (ولد 1383هـ/ 1963م) المدرِّس في معاهد دمشق الشرعية.[55]

### زوجته
تزوَّج مكي الحسني عام 1387هـ/ 1967م، السيدةَ الشريفة هالة بنت عبد الحميد بن طاهر المُتوَلِّي العَلَمي الحَسَني (ولدت 1945)، ورُزقا ثلاثة أبناء وابنة.

### أولاده

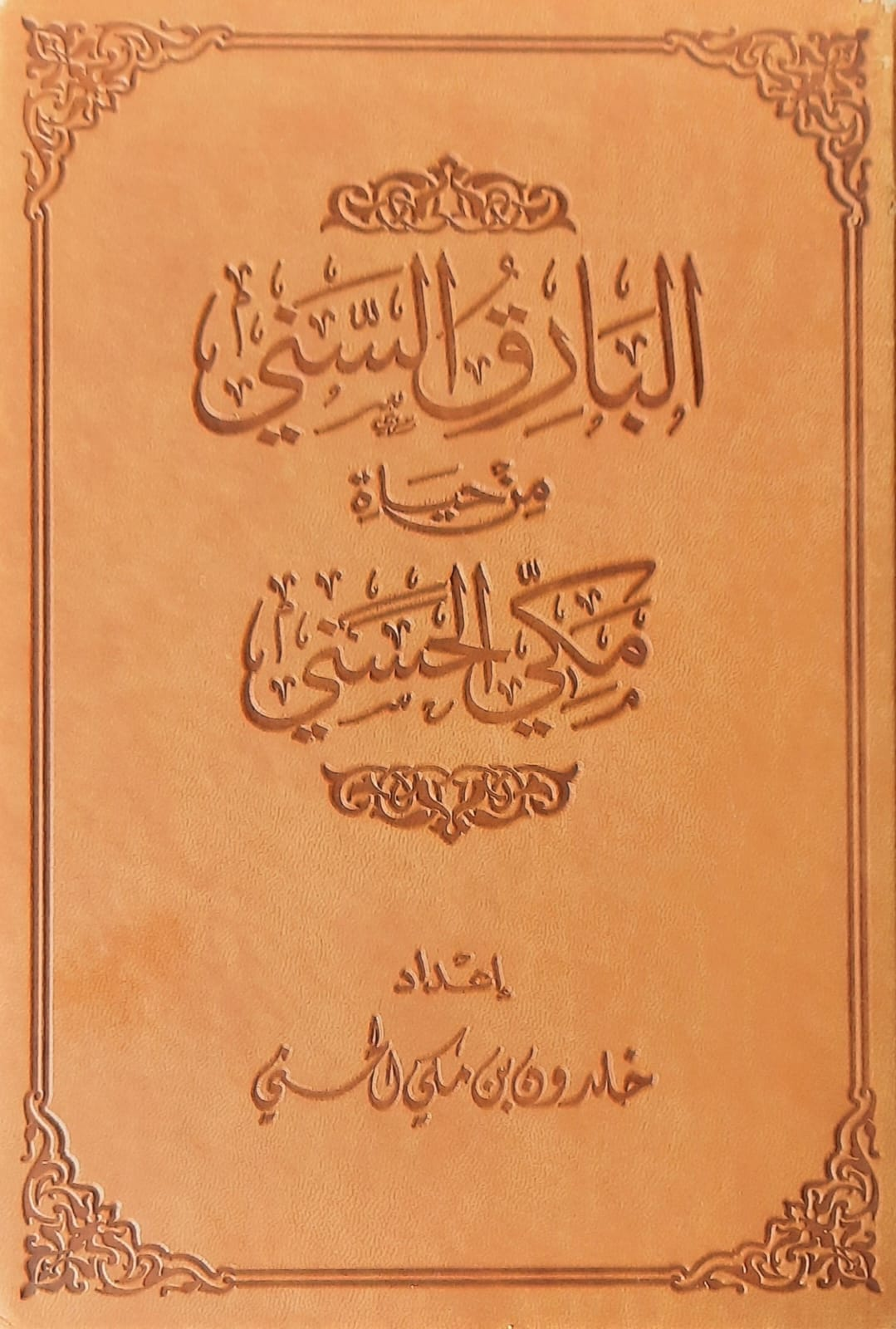

- الأمير أبو إدريس، محمد خلدون الحسني الجزائري (ولد بدمشق 1389هـ/ 1970م): طبيب أسنان جرَّاح، وفقيه مالكي، ومقرئ حافظ جامع للقراءات العشر، وباحث في التاريخ والأنساب، له مؤلفات وبحوث مطبوعة ومخطوطة،[وب 6] منها كتابه في سيرة أبيه (البارق السَّني من حياة مكي الحَسَني)،[57] وكتابه (إلى أين أيها الحبيب الجفري؟) في الردِّ على الشيخ الحبيب علي الجفري وبيان أخطائه العلمية، قدَّم للكتاب شيخ القرَّاء كرِّيم راجح والعالم الأصولي الدكتور مصطفى الخن.[وب 7] اعتقله النظام السوري بتاريخ 26 أغسطس (آب) 2008 بسبب كتابه الأخير، واستنكرت اللجنة السورية لحقوق الإنسان اعتقاله، وطالبت بالإفراج الفوري عنه، ورفع كل العوائق دون التعبير عن الرأي.[58] ثم في أحداث الثورة السورية اعتُقل مرة أُخرى في منتصف عام 2012، وناشدت أسرته الرئيسَ الجزائري عبد العزيز بوتفليقة أن يسعى لدى السلطات السورية في الإفراج عنه، بعد أن أُشيعَ خبرُ صدور حُكم بإعدامه من المحكمة العسكرية بدمشق.[59] ودعت المنظماتُ الحقوقية الجزائرية، ومن أبرزها الحركة الحقوقية الجزائرية، والرابطة الجزائرية لحقوق الإنسان، والرابطة الجزائرية للدفاع عن حقوق الإنسان، التي يرأسها مصطفى بوشاشي، في رسالة إلى رئاسة الجمهورية، إلى التدخل لإنقاذ حفيد الأمير عبد القادر الجزائري،[60] ولكن لم تلقَ مناشدتهم استجابة. ولا يزال الدكتور خلدون مغيَّبًا في معتقلات النظام، ولا يُدرى مصيرُه.[61][62] وبعد سقوط نظام بشار الأسد بتاريخ 8 ديسمبر (كانون الأول) 2024، وتحرير المعتقلين من سجون النظام، لم يظهر له أثر! وكشفت إحدى وثائق السجلِّ المدني أنه متوفَّى في سجن صيدنايا عام 2015، ضمن قوائم الأطبَّاء المتوفين فيه. زوجته بسمة بنت المهندس محمد عماد الدين الروَّاس المدَني، وله منها ابنان وخمس بنات: عبد الله، ومكي، وفاطمة، وصَفية، وزينب، وميمونة، وسُمية.[63]
- الأمير وائل الحسني الجزائري (ولد بالجزائر 1395هـ/ 1975م): طبيب أسنان، له أعمال في الترجمة الطبِّية، وكتابة مقالات في علوم طبِّ الأسنان، مع اهتمامات شرعية وأدبية. تزوَّج فتاة حافظة للقرآن جامعة للقراءات من حيِّ الميدان بدمشق، هي آلاء بنت المهندس ياسر صَفَر الحلبي، ولهما ابنٌ وابنتان: عمر، وهالة، وسَنا.[64]
- الأمير هاني الحسني الجزائري (ولد بدمشق 1403هـ/ 1983م): حاصل على إجازة في الاقتصاد من جامعة دمشق، وماجستير في الإدارة المالية من الأكاديمية العربية للعلوم المالية والمصرفية، ويحضِّر لنيل درجة الدكتوراه في الإدارة المالية والمحاسبة. عمل في مجال المحاسبة، والمحاسبة القانونية، وفي مجال الترجمة بين العربية والإنكليزية والتركية، إضافة إلى تدريس العربية والتركية. وله اهتمامات شرعية وأدبية، وعناية بكتابة السير والتراجم لبعض الأعلام الراحلين، ولديه بعض الأبحاث الأكاديمية في الإدارة المالية والمحاسبة.

- الأميرة بارعة الحسني الجزائري (ولدت بدمشق 1388هـ/ 1968م): حاصلة على إجازة في التجارة والاقتصاد من جامعة دمشق.[65] وتعلَّمت اللغة الفرنسية. تزوَّجها المهندس إياد حافظ، ولهما ثلاثة أبناء وبنت.[66]

#### ومن مشاهير أقربائه
- ابنة عمِّه الأميرة بديعة الحسني الجزائري، الباحثة المؤرِّخة. أبوها الأمير مصطفى الحسني الجزائري، وأمُّها الأميرة شفيقة بنت الأمير عبد المالك بن عبد القادر الجزائري.
- ابن عمَّته حسام الدين القدسي، الكُتُبي والمحقِّق صاحب مكتبة القدسي في القاهرة. أبوه الوجيه شفيق بن عارف القدسي، وأمُّه السيدة عائشة بنت عبد الباقي الحسني الجزائري.
- ابن عمَّته محمد مراد القُوَّتلي، المهندس ووزير الاتصالات. أبوه الشيخ راشد القُوَّتلي، وأمُّه السيدة مريم بنت عبد الباقي الحسني الجزائري.
- ابنة عمَّته زينب القُوَّتلي، أول قائدة طائرة في سورية. وهي شقيقة محمد مراد.
- ابن عمَّته سامي الشمعة، من أعلام الصِّحافة في سورية، صاحب صحيفة "الدستور"، و"السياسة"، و"آخر دقيقة". أبوه عمر فخر الدين الشمعة، وأمُّه السيدة خديجة بنت عبد الباقي الحسني الجزائري.[67]
- ابن خالته ممدوح القطب، مدير الغرفة الصناعية بدمشق. أبوه محمد علي القطب، وأمُّه خديجة بنت أحمد الحَمزاوي.

## الملاحظات

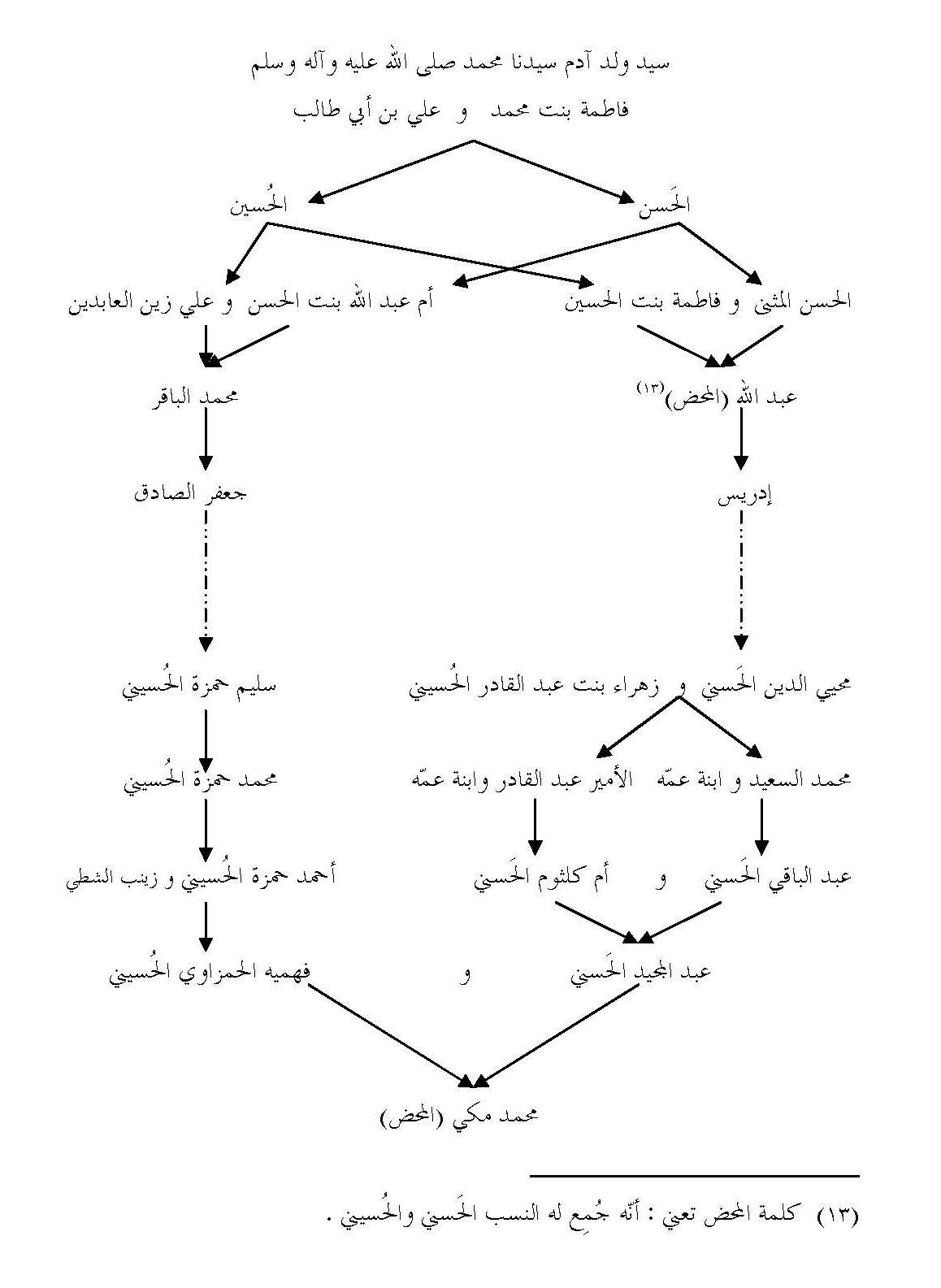
نسب مكي الحسني

1. ↑  لقب (الأمير) هو لقب شرفي غير رسمي لزمَ ذرِّية الأمير عبد القادر الجزائري.
2. ↑  وردت في كتاب (البارق السَّني) للدكتور خلدون بن مكي الحَسَني، وعنه في كتاب (الأمير عبد القادر وجزائريو بلاد الشام) للسفير كمال بوشامة: مذ عاد مكي الجزائري، وبه يختل وزن الشعر!

### فهرس الإحالات
المنشورات
1. ↑  الصواف (2010)، ج. 1، ص. 527- 528.
2. ↑  الجزائري (2009)، ص. 10، 15.
3. ↑  الصواف (2010)، ج. 1، ص. 677.
4. ↑  الجزائري (2009)، ص. 20-25.
5. ↑  الجزائري (2009)، ص. 84.
6. ↑  الصواف (2010)، ج. 1، ص. 534.
7. ↑  بوشامة (2024)، ص. 214.
8. ↑  الجزائري (2009)، ص. 83.
9. ↑  بوشامة (2024)، ص. 215.
10. ↑  الجزائري (2009)، ص. 48.
11. 1 2  الصواف (2010)، ج. 1، ص. 535.
12. ↑  الجزائري (2009)، ص. 44.
13. ↑  بوشامة (2024)، ص. 217.
14. ↑  شهيد (2003)، ص. 151-152.
15. ↑  الجزائري (2009)، ص. 52-53، 58.
16. ↑  بوشامة (2024)، ص. 218.
17. ↑  الجزائري (2009)، ص. 76-77.
18. ↑  الجزائري (2009)، ص. 106-107.
19. ↑  مجمع دمشق (2003)، ص. 139-141.
20. ↑  البواب (2019)، ص. 308.
21. ↑  الجزائري (1990)، ص. 1.
22. ↑  الجزائري (2009)، ص. 123.
23. ↑  الجزائري (1982)، ص. ج.
24. ↑  مكي الحسني (1 يناير 2018). "نحو إتقان الكتابة العلمية باللغة العربية". نيل وفرات.كوم. مؤرشف من الأصل في 2021-10-27. اطلع عليه بتاريخ 2024-10-29.
25. ↑  مكي الحسني (1433هـ/ 2012م). "الأمير جعفر عبد القادر الحسني" (PDF). مجمع اللغة العربية بدمشق. مؤرشف من الأصل (PDF) في 2024-12-07. اطلع عليه بتاريخ 2024-10-28. {{استشهاد ويب}}: تحقق من التاريخ في: |تاريخ= (مساعدة)
26. ↑  معجم مصطلحات الكيمياء (بالعربية والإنجليزية والفرنسية) (ط. 1)، دمشق: مجمع اللغة العربية بدمشق، 2014، OCLC:931065783، QID:Q113378673
27. ↑  مجمع دمشق (2015)، ص. 5.
28. 1 2  البواب (2009)، ص. 309.
29. ↑  معجم المصطلحات العلمية والتقنية في الطاقة الذرية (بالعربية والإنجليزية والفرنسية والإسبانية والروسية)، دمشق: هيئة الطاقة الذرية في سورية، 1986، QID:Q125601274
30. ↑  الوين ماكاي. ترجمة: مكي الحسني (المحرر). "نشوء العصر الذري". الفهرس الآلي الموحد لمكتبات جامعة الموصل. مؤرشف من الأصل في 2024-12-28. اطلع عليه بتاريخ 2024-10-29.
31. ↑  أكاديمية العلوم الفرنسية بإشراف جات همبرغر. ترجمه عن الفرنسية مكي الحسنى الجزائري (المحرر). "مستقبل العلم". وزارة الثقافة والشباب - الإمارات العربية المتحدة. اطلع عليه بتاريخ 2024-10-29.
32. ↑  الجزائري (2009)، ص. 69.
33. ↑  فكر ومعرفة (الخميس 2011-05-19). "مكي الحسني الجزائري". المفكرة الثقافية (سوريا). مؤرشف من الأصل في 2023-02-05. اطلع عليه بتاريخ 2024-10-29. {{استشهاد ويب}}: تحقق من التاريخ في: |تاريخ= (مساعدة)
34. ↑  الجمعية السورية (2000)، ص. XXI.
35. ↑  الفهرس العام، روبرت ج. بوند؛ مراجعة: مكي الحسني. ترجمة: حسن محمد السيد، ومحمد شفيق ياسين. (المحرر). "أساسيات ضبط الجودة الإحصائي". مكتبة الملك عبد العزيز العامة. مؤرشف من الأصل في 2024-12-28. اطلع عليه بتاريخ 2024-10-29.
36. 1 2  مكي الحسني (يوم الأربعاء في 26-11-2011). "كلمة أصدقاء الفقيد ألقاها الدكتور مكي الحسني أمين المجمع" (PDF). مجمع اللغة العربية بدمشق. مؤرشف من الأصل (PDF) في 2024-12-08. اطلع عليه بتاريخ 2024-10-28. {{استشهاد ويب}}: تحقق من التاريخ في: |تاريخ= (مساعدة)
37. ↑  البواب (2019)، ص. 310.
38. ↑  مكي الحسني. "كلمة مكي الحسني في حفل استقبال أنور الخطيب" (PDF). مجلة مجمع اللغة العربية بدمشق. ج. 84 ع. 2: 573–576. مؤرشف من الأصل (PDF) في 2025-01-23. اطلع عليه بتاريخ 2024-10-28.
39. ↑  مكي الحسني. "كلمة مكي الحسني في حفل استقبال مروان البواب" (PDF). مجلة مجمع اللغة العربية بدمشق. ج. 84 ع. 3: 882–889. مؤرشف من الأصل (PDF) في 2025-01-23. اطلع عليه بتاريخ 2024-10-28.
40. ↑  مكي الحسني. "كلمة مكي الحسني الجزائري في حفل استقبال عاصم البيطار" (PDF). مجلة مجمع اللغة العربية بدمشق. ج. 79 ع. 2: 439–444. مؤرشف من الأصل (PDF) في 2025-01-23. اطلع عليه بتاريخ 2024-10-28.
41. ↑  مكي الحسني. "كلمة أمين المجمع في حفل استقبال يوسف بركات" (PDF). مجلة مجمع اللغة العربية بدمشق. ج. 95 ع. 3 و4: 597–599. مؤرشف من الأصل (PDF) في 2025-01-23. اطلع عليه بتاريخ 2024-10-28.
42. ↑  مكي الحسني. "كلمة محمد مكي الحسني في حفل استقباله يتحدث فيها عن عدنان الخطيب" (PDF). مجلة مجمع اللغة العربية بدمشق. ج. 78 ع. 1: 155–163. مؤرشف من الأصل (PDF) في 2025-01-23. اطلع عليه بتاريخ 2024-10-28.
43. ↑  د. مكي الحسني الجزائري (28 ديسمبر 2008). "يوسف الصيداوي: اللغوي المجدِّد". شبكة الألوكة. مؤرشف من الأصل في 2024-12-24. اطلع عليه بتاريخ 2025-01-02.
44. ↑  شاكر الفحام. "كلمة شاكر الفحام في حفل استقبال مكي الحسني" (PDF). مجلة مجمع اللغة العربية بدمشق. المجلد 78 ع. الأول: 141–142. مؤرشف من الأصل (PDF) في 2024-12-01. اطلع عليه بتاريخ 2024-10-27.
45. ↑  شهيد (2003)، ص. 148-149.
46. ↑  الجزائري (2009)، ص. 5.
47. ↑  الجزائري (2009)، ص. 61.
48. ↑  الجزائري (2009)، ص. 63-64.
49. ↑  الجزائري (2009)، ص. 129-130.
50. ↑  الجزائري (2009)، ص. 133.
51. ↑  الجزائري (2009)، ص. 140-143.
52. ↑  الجزائري (2009)، ص. 146-147.
53. ↑  الجزائري (2009)، ص. 49.
54. ↑  الصواف (2010)، ج. 1، ص. 534-535.
55. ↑  الصواف (2010)، ج. 1، ص. 536-537.
56. ↑  الصواف (2010)، ج. 3، ص. 378.
57. ↑  الصواف (2010)، ج. 1، ص. 535-536.
58. ↑  "اعتقال الطبيب خلدون الجزائري". اللجنة السورية لحقوق الإنسان. 28 - آب - 2008. مؤرشف من الأصل في 2016-04-07. اطلع عليه بتاريخ 2024-10-29. {{استشهاد ويب}}: تحقق من التاريخ في: |تاريخ= (مساعدة)
59. ↑  السعيد بلقاسم (6 أغسطس 2012). "عائلة الدكتور خلدون بن مكي الحسني حفيد الأمير عبد القادر الجزائري تستنجد بالرئيس بوتفليقة وجمعيات حقوق الإنسان". الجلفة إنفو: صحيفة إلكترونية وطنية معتمدة. مؤرشف من الأصل في 2024-09-24. اطلع عليه بتاريخ 2024-10-27.
60. ↑  سي إن إن (24 يونيو 2012). "جدل بالجزائر بعد حكم بإعدام حفيد الأمير عبد القادر بسوريا". نور سورية. مؤرشف من الأصل في 2024-12-09. اطلع عليه بتاريخ 2024-10-29.
61. ↑  "الأسد يعتقل حفيده وبوتين يكرّمه.. نصب للأمير عبد القادر الجزائري وسط موسكو". تلفزيون سوريا. 16 يونيو 2023. مؤرشف من الأصل في 2024-12-09. اطلع عليه بتاريخ 2024-10-29.
62. ↑  دبي - رمضان بلعمري (06 أغسطس 2012). "حفيد عبد القادر الجزائري يواجه الإعدام بيد الأسد". العربية. اطلع عليه بتاريخ 2024-10-29.
63. ↑  الجزائري (2009)، ص. 161.
64. ↑  الجزائري (2009)، ص. 162.
65. ↑  الصواف (2010)، ج. 1، ص. 536.
66. ↑  الجزائري (2009)، ص. 160.
67. ↑  الجزائري (2009)، ص. 166-168.

الوب
1. 1 2 3 4  "سيرة الدكتور مكي الحسني الجزائري". مجمع اللغة العربية بدمشق. مؤرشف من الأصل في 2024-12-07. اطلع عليه بتاريخ 2024-10-24.
2. 1 2  "د. مكي الحسني". شبكة الألوكة. 18 يناير 2007. مؤرشف من الأصل في 2018-10-10. اطلع عليه بتاريخ 2024-10-29.
3. ↑  "المعجم الحاسوبي التفاعلي للغة العربية". المنظمة العربية للتربية والثقافة والعلوم (ألكسو). مؤرشف من الأصل في 2023-12-07. اطلع عليه بتاريخ 2024-12-30.
4. ↑  بشار الأسد (14 مايو 2001). "المرسوم رقم 272/2001" (PDF). مجمع اللغة العربية بدمشق. مؤرشف من الأصل (PDF) في 2024-12-28. اطلع عليه بتاريخ 2025-06-19.
5. ↑  يحيى مير علم (21 فبراير 2010). "العالم الموسوعي اللغوي الأستاذ الدكتور مكي الحسني". شبكة الألوكة. مؤرشف من الأصل في 2025-01-23. اطلع عليه بتاريخ 2024-12-30.
6. ↑  أيمن ذو الغنى (5 مايو 2013). "ترجمة الطبيب الحافظ والفقيه الباحث السيد الشريف محمد خلدون الحسني الجزائري". رابطة العلماء السوريين. مؤرشف من الأصل في 2024-12-28. اطلع عليه بتاريخ 2024-10-29.
7. ↑  "اعتقلت قوات الأمن السورية الدكتور خلدون الحسني الجزائري من أمام منزله". رابطة العلماء السوريين. 5 مايو 2013. مؤرشف من الأصل في 2024-12-28. اطلع عليه بتاريخ 2024-10-29.

### معلومات المراجع كاملة
الكتب
- مكي الحسني الجزائري (1982)، المدخل إلى الفيزياء النووية، دمشق: جامعة دمشق، QID:Q134973354
- مكي الحسني الجزائري (1990)، الكهرباء والمغنطيسية (ط. 3)، دمشق: جامعة دمشق، OCLC:1158713997، QID:Q134982721
- معجم مصطلحات المعلوماتية (بالعربية والإنجليزية)، دمشق: الجمعية العلمية السورية للمعلوماتية، 2000، OCLC:47938198، QID:Q108408025
- خلدون الحسني الجزائري (2009)، البارق السني من حياة مكي الحسني (ط. 1)، دمشق: دار البينة للطباعة والنشر، QID:Q130731463
- محمد شريف عدنان الصواف (2010). موسوعة الأسر الدمشقية تاريخها أنسابها أعلامها (بيت الحكمة، 2010) (ط. 2). دمشق: بيت الحكمة للطباعة والنشر والتوزيع. ISBN:978-9933-400-02-6. OCLC:1164377020. OL:45307493M. QID:Q113576496.
- معجم مصطلحات الفيزياء (بالعربية والإنجليزية والفرنسية)، دمشق: مجمع اللغة العربية بدمشق، 2015، OCLC:1049313657، QID:Q113016239
- مروان البواب (2019)، أعلام مجمع اللغة العربية بدمشق في مئة عام (1919- 2019م)، مراجعة: مكي الحسني الجزائري، مازن المبارك (ط. 1)، دمشق: مجمع اللغة العربية بدمشق، OCLC:1240433816، QID:Q115388886
- كمال بوشامة (2024). الأمير عبد القادر وجزائريو بلاد الشام (ط. 1). دمشق: اتحاد الكتاب العرب. ISBN:978-9933-21-579-8. OCLC:1504292177. QID:Q130681788.

المقالات المحكمة
- "حفل استقبال مكي الحسني عضوًا في مجمع اللغة العربية". مجلة مجمع اللغة العربية بدمشق. ج. 78 ع. 1: 139–140. 2003. ISSN:0258-1442. QID:Q134984151.
- عبد الله واثق شهيد (2003). "كلمة عبد الله واثق شهيد في حفل استقبال مكي الحسني". مجلة مجمع اللغة العربية بدمشق. ج. 78 ع. 1: 145–154. ISSN:0258-1442. QID:Q134980712.

## وصلات خارجية
- مكي الحسني في أرشيف الشارخ للمجلات الأدبية والثقافية العربية.
- العالم الموسوعي اللغوي الأستاذ الدكتور مكي الحسني مقالة على شبكة الألوكة بقلم د. يحيى مير علم.